# 런웨이 (텔레비전 프로그램)
《런웨이》는 2020년 9월 20일부터 2022년 2월 25일 까지 방송하였던 카카오TV 오리지널 예능이다.

## 개요
“가자! 배움의 길로!” 배움에 목마른 K-POP 스타를 위한 연예 필수 교양 런웨이! (여자)아이들 우기가 다양한 분야의 전문가들을 만나 새로운 기술을 배우고, 만능 올라운더로 거듭나는 과정을 담은 자기계발 리얼리티!

## 출연진
- 시즌 1 : 우기
- 시즌 2 : 미주

## 시즌 1

### 2020년
| 회차 | 방송일    | 부제              | 게스트                                      | 비고  |
| ---- | --------- | ----------------- | ------------------------------------------- | ----- |
| 1    | 9월 20일  | 트로트의 길       | 박현우                                      |       |
| 2    | 9월 27일  | 아나운서의 길     | 김일중                                      |       |
| 3    | 10월 4일  | 힙합의 길         | 리듬파워                                    |       |
| 4    | 10월 11일 | 미용사의 길       | 기우쌤                                      |       |
| 5    | 10월 18일 | 사육사의 길       |                                             |       |
| 6    | 10월 25일 | 복싱의 길         | 최현미                                      |       |
| 7    | 11월 1일  | 비보잉의 길       | 박인수, 김예리                              |       |
| 8    | 11월 8일  | 배틀그라운드의 길 | 아프리카 프릭스 배틀그라운드 - (Hansia, EJ) | [ 3 ] |
| 9    | 11월 15일 | 마술사의 길       | 니키                                        | [ 4 ] |
| 10   | 11월 22일 | 야구의 길         | 야신야덕                                    |       |
| 11   | 11월 29일 | 파스타의 길       | 파브리                                      |       |
| 12   | 12월 6일  | 크럼프의 길       | 김솔희                                      |       |
| 13   | 12월 20일 | 목공의 길         | 최은영                                      | [ 5 ] |

### 2021년
| 회차 | 방송일   | 부제                | 게스트         | 비고  |
| ---- | -------- | ------------------- | -------------- | ----- |
| 14   | 1월 3일  | 퓨전한식의 길       | 조우현         |       |
| 15   | 1월 10일 | 리듬체조의 길       | 손연재         |       |
| 16   | 1월 17일 | 개그의 길           | 이세영         |       |
| 17   | 1월 24일 | 전소연 편           | 전소연         | [ 7 ] |
| 18   | 1월 31일 | 도예의 길           | 홍세림, 한세리 |       |
| 19   | 2월 7일  | 라떼 아트의 길      | 이종혁, 황유경 |       |
| 20   | 2월 14일 | 타로카드의 길       | 정회도         | [ 8 ] |
| 21   | 2월 21일 | 의상리폼의 길       | 황재근         |       |
| 22   | 2월 28일 | 푸드 쇼호스트의 길  | 김윤희         |       |
| 23   | 3월 7일  | 백스테이지          |                |       |
| 24   | 3월 14일 | 동물분장의 길       | 이사배         |       |
| 25   | 3월 21일 | 쇼핑몰의 길         | 정지우         |       |
| 26   | 3월 28일 | 경상도 사투리의 길  | 허경환         |       |
| 27   | 4월 4일  | 농구의 길           | 하승진         |       |
| 28   | 4월 18일 | 즉석배우기(상)의 길 |                |       |
| 29   | 4월 25일 | 즉석배우기(하)의 길 |                |       |
| 30   | 5월 2일  | 마지막 댓글읽기     |                |       |

## 시즌 2

### 2021년
| 회차 | 방송      | 부제               | 게스트                 | 비고     |
| ---- | --------- | ------------------ | ---------------------- | -------- |
| 0    | 7월 11일  | 미주의 길          |                        |          |
| 1    | 7월 18일  | 치어리더의 길      | 김연정, 김유나         |          |
| 2    | 7월 25일  | 모델의 길          | 한현민                 |          |
| 3    | 8월 1일   | 댄스 스포츠의 길   | 박지우                 |          |
| 4    | 8월 8일   | 헬스의 길          | 김계란                 |          |
| 5    | 8월 15일  | 카카오 웹툰의 길   |                        | [ 10 ]   |
| 6    | 8월 22일  | 웹툰의 길          |                        | [ 11 ]   |
| 7    | 8월 29일  | 드론의 길          |                        | [ 12 ]   |
| 8    | 9월 5일   | 골프게임의 길      | 정예인, 박세이, 박지오 |          |
| 9    | 9월 12일  | 사극 연기의 길     | 임호                   |          |
| 10   | 9월 19일  | 펜싱의 길          | 김지연                 |          |
| 11   | 9월 26일  | 스테이크의 길      | 에드워드 권            |          |
| 12   | 10월 3일  | 생선손질의 길      | 수빙수                 |          |
| 13   | 10월 10일 | 영어회화의 길      | 존박                   |          |
| 14   | 10월 17일 | 기타의 길          | 정성하                 |          |
| 15   | 10월 24일 | 네일 아트의 길     | 이상준                 |          |
| 16   | 10월 31일 | 성대모사의 길      | 김보민                 |          |
| 17   | 11월 7일  | 성대모사의 길(하)  | 김보민                 |          |
| 18   | 11월 14일 | 햄버거의 길        |                        | 이삭버거 |
| 19   | 11월 21일 | 힙합의 길          | 기리보이               |          |
| 20   | 11월 28일 | 헤어디자이너의 길  | 기우쌤                 |          |
| 21   | 12월 12일 | 런웨이2 백스테이지 |                        |          |
| 22   | 12월 19일 | 막걸리의길         | 정준하                 |          |

### 2022년
| 회차 | 방송     | 부제                   | 게스트               | 비고           |
| ---- | -------- | ---------------------- | -------------------- | -------------- |
| 23   | 1월 2일  | 걸스힙합의 길          | 효진초이             |                |
| 24   | 1월 9일  | 메이크업 아티스트의 길 | 비디비치             |                |
| 25   | 1월 21일 | 중국어의 길            | 우기                 |                |
| 26   | 1월 28일 | 브랜드 사업의 길       |                      | 서울산업진흥원 |
| 27   | 2월 4일  | 바리스타의 길          | 펠른, 최예나         | [ 14 ]         |
| 28   | 2월 11일 | 유기견 봉사활동의 길   |                      |                |
| 29   | 2월 18일 | 발레의 길              | 루다, 정민찬, 김여진 |                |
| 30   | 2월 25일 | 미주의 마지막 런웨이   | 역술가 박성준        | 시즌 2 최종화  |

## OST
다음은 오리지널 사운드트랙(OST) 싱글 앨범에 포함된 곡들이며, 정렬기준은 출시 순입니다.

## 같이 보기
- 카카오M